# Jesús Fernández
Jesús Fernández Collado (Madrid, 11 de junho de 1988) é um futebolista Espanhol que atua como goleiro. Atualmente, joga pelo Cultural Leonesa.

## Carreira
Nascido em Madrid, Jesús defendeu três times de base. Em 2007 foi contratado pelo Numancia B para a disputa da Quarta Divisão Espanhola. Na temporada 2009–10, Jesús foi o terceiro goleiro na segunda divisão.
Jesús voltou para a sua cidade natal em 2010, acertando com o Real Madrid, mas primeiramente foi defender o Real Madrid B na terceira divisão. Em 21 de maio de 2011 fez sua estreia pela equipe principal, substituindo Jerzy Dudek nos últimos minutos da vitória de 8–1 sobre o Almería.
Em 4 de agosto de 2014 foi cedido por empréstimo ao Levante Unión Deportiva por duas temporadas.

## Títulos

### Clube
Real Madrid Castilla
- Terceira Divisão: 2011–12

Real Madrid
- Supercopa da Espanha: 2012
- Copa do Rei: 2013-14
- Liga dos Campeões da UEFA: 2013-14